# Golanka (Petite-Pologne)
Pour les articles homonymes, voir Golanka.
Golanka est une localité polonaise de la gmina de Gromnik, située dans le powiat de Tarnów en voïvodie de Petite-Pologne.